# Alphonse Demoulin
Pour les articles homonymes, voir Demoulin.
Alphonse Demoulin né à Bruxelles le 20 septembre 1869 et mort à Gand le 25 juin 1947  est un mathématicien belge spécialisé dans la géométrie projective et la géométrie différentielle.

## Biographie
Alphonse Demoulin, né le 20 septembre 1869 est le fils d'Antoine Demoulin, marchand tailleur, et de Marie Gandry, tous deux originaires de Verviers. Il fait des études à l'Athénée royal de Bruxelles puis étudie à l'École normale des sciences à Gand et en sort professeur de l'enseignement moyen en 1889. L'année suivante, il est diplômé docteur en sciences physiques et mathématiques.
Bénéficiant de bourses, il se rend à Paris où il est l'élève de Gaston Darboux (1892) et à Leipzig.
Il enseigne l'analyse mathématique à l’Université de Gand de 1898 jusqu'à l'interdiction des cours en français dans cette université en 1936. Alphonse Demoulin a presque entièrement consacré ses recherches à la géométrie infinitésimale.

## Honneurs et distinctions
- Prix de Joest  de l'Académie des Sciences de Paris en 1906 ;
- Prix Bordin de l'Académie des Sciences de Paris en 1911 pour ses recherches sur les systèmes orthogonaux ;
- Prix Poncelet de l'Académie des Sciences de Paris en 1945 ;
- Il est docteur honoris causa des Universités de Bruxelles, Montpellier et Toulouse ;
- L'astéroïde (1335) Demoulina est nommé en son honneur ;
- Grand officier de l'ordre de Léopold décerné par le régent Charles de Belgique (en 1946)[2].

## Source
- Biographie nationale de Belgique, vol. 30, Académie royale de Belgique, 1958 (lire en ligne), p. 329-330